# ヴィッラ・アニェード
ヴィッラ・アニェード（イタリア語: Villa Agnedo）は、イタリア共和国トレンティーノ＝アルト・アディジェ州トレント自治県カステル・イヴァーノにある分離集落（フラツィオーネ）。
かつては独立の自治体（コムーネ）であったが、2016年1月1日に近隣のスペーラ、ストリーニョと合併し、新自治体の一部となった。

## 地理

### 位置・広がり
トレント自治県南東部に位置するコムーネ。ボルゴ・ヴァルスガーナから東へ5km、県都トレントから東へ31kmの距離にある。

#### 隣接コムーネ
コムーネとしてのヴィッラ・アニェードは、以下のコムーネと隣接していた。括弧内のVIはヴィチェンツァ県所属を示す。
- スクレッレ
- ストリーニョ
- イヴァーノ＝フラチェーナ
- オスペダレット
- カステルヌオーヴォ
- アジアーゴ (VI)

## 行政

### Comunita di valle
トレント自治県が設置した広域行政組織 Comunita di valle 「ヴァルスガーナ・エ・テジーノ」 (it:Comunita Valsugana e Tesino) （事務所所在地: ボルゴ・ヴァルスガーナ）に属する。